# Bonfim do Piauí
Bonfim do Piauí este un oraș în Piauí (PI), Brazilia.